# とらじまのたてわき、しっぽうた
とらじまのたてわき、しっぽうたは、2008年9月25日にRINGO LABEL(RONDO ROBE)が発売した茶太のマキシシングル。

## 概要
hirahira.netのビジュアライザ作品『おまもりんごさん』に登場するおまもりんごさんのプロデビュー作品。

## スタッフ
- プロデューサー：Mr.O（ジェネオンエンタテインメント所属）、Mr.H（All Contents Gateway所属）、Mr.W
- ギター：テンドウ
- ミックス：竹花直樹

## 収録曲
1. とらじまのたてわき、しっぽうた
  - 作詞：ギュウニュウ元気、作曲・編曲：ぺーじゅん
2. とらじまのたてわき、しっぽうた (off vocal)

## RINGO LABEL
RINGO LABELは、おまもりんごさんが所属するレーベル。Mr.OやMr.H、Mr.Wがプロデューサーとして活動している。なお、実態はRONDO ROBEである。